# Diphyus pseudomercator
Diphyus pseudomercator är en stekelart som beskrevs av Heinrich 1978. Diphyus pseudomercator ingår i släktet Diphyus och familjen brokparasitsteklar. Utöver nominatformen finns också underarten D. p. hexaleucos.